# Diadems
 (juin 2015).
Si vous disposez d'ouvrages ou d'articles de référence ou si vous connaissez des sites web de qualité traitant du thème abordé ici, merci de compléter l'article en donnant les références utiles à sa vérifiabilité et en les liant à la section « Notes et références ».
Diadems est un girl group français formé à l'issue de la troisième saison de l’émission de télé réalité Popstars (intitulée Popstars - le Duel) diffusée sur M6 en 2003.

## Biographie
Bien que ce groupe féminin ait perdu le duel face au groupe masculin, les Linkup, elles ont toutefois signé un contrat avec Universal.
Le groupe est composé de Marylore (de Lyon), Angel' (de Marseille), Pookie (d'Aurillac), Ophélie Cassy (des Ardennes) et Alexandra (de La Seyne-sur-Mer).
Leur premier single (une chanson rock intitulée Encore) a atteint la 4e place du Top 50 français, le deuxième single (Celle que je suis) et leur album ont échoué. Les Diadems se sont séparées en juillet 2004.
Angel travaille actuellement dans l'orchestre Mswing aux côtés de Yohann Emsil. Des rumeurs disent qu’Alexandra et Pookie travaillaient chacune sur un album solo (de R&B pour cette dernière).
Marylore, après avoir travaillé en 2006-2007 sur ses chansons, comptaient sortir au cours du premier semestre 2008 son premier album (base celtique/gothique). Pas de single prévu pour le moment.
Ophélie a sorti un single intitulé In nome dell Amore (Au nom de l'amour en italien) en duo avec le chanteur italien Paolo Meneguzzi qui a atteint la 10e place du Top 50 français. Elle interprète également un duo sur le second album de Jonatan Cerrada.